# Lights Out (serie televisiva)
Lights Out è una serie televisiva statunitense in 160 episodi trasmessi per la prima volta nel corso di 4 stagioni dal 1946 al 1952.
È una serie di tipo antologico in cui ogni episodio rappresenta una storia a sé. Gli episodi sono storie di genere giallo, thriller, con diversi episodi che sconfinano nell'horror. È basata sull'omonima serie radiofonica andata in onda da gennaio del 1934 all'estate del 1947.
La prima stagione è composta da una serie di quattro speciali, trasmessi in diretta nel 1946 e prodotti da Fred Coe. Una seconda stagione regolare ebbe inizio solo nel 1949-1950. Il presentatore dal 1950 al 1952 (terza e quarta stagione) fu Frank Gallop, mentre la seconda stagione si avvalse della voce di un narratore, Jack La Rue.

## Produzione
La serie fu prodotta da Admiral Corporation, Erwin, Wasey & Co. Inc. e National Broadcasting Company.

### Registi
Tra i registi sono accreditati:
- William Corrigan in 25 episodi (1950-1951)
- Laurence Schwab Jr. in 25 episodi (1950-1951)
- Kingman T. Moore in 21 episodi (1949-1950)
- Grey Lockwood in 10 episodi (1950-1952)
- Fred Coe in 4 episodi (1946)
- Hal Keith in 3 episodi (1950)
- Herbert B. Swope Jr. in 3 episodi (1951)
- Albert Tilt in 2 episodi (1951)

### Sceneggiatori
Tra gli sceneggiatori sono accreditati:
- A.J. Russell in 11 episodi (1950-1951)
- George Lefferts in 7 episodi (1949-1951)
- Fred Coe in 5 episodi (1946-1949)
- Ernest Kinoy in 5 episodi (1950-1951)
- Douglas Parkhirst in 5 episodi (1950-1951)
- Douglas Wood Gibson in 4 episodi (1949-1951)
- Hal Hackady in 4 episodi (1950-1951)
- Harry Miles Muheim in 4 episodi (1950-1951)
- James Lee in 4 episodi (1950)
- Wyllis Cooper in 3 episodi (1946-1951)
- Edgar Allan Poe in 3 episodi (1949-1952)
- Elizabeth Evans in 3 episodi (1950)
- Doris Halman in 3 episodi (1951)
- John Collier in 2 episodi (1946-1950)
- Gerald Kersh in 2 episodi (1949-1950)
- Betty Lefferts in 2 episodi (1949-1950)
- Bob Wald in 2 episodi (1949-1950)
- Nelson Bond in 2 episodi (1949)
- Sumner Locke Elliott in 2 episodi (1949)
- Ethel Frank in 2 episodi (1949)
- Phyllis Coe in 2 episodi (1950-1951)
- August Derleth in 2 episodi (1950-1951)
- Nathaniel Hawthorne in 2 episodi (1950-1951)
- Henry Kuttner in 2 episodi (1950-1951)
- Milton Subotsky in 2 episodi (1950-1951)
- William Welch in 2 episodi (1950-1951)
- Murray Leinster in 2 episodi (1950)
- Ira Levin in 2 episodi (1951)
- Lucille Fletcher in 2 episodi (1952)

## Distribuzione
La serie fu trasmessa negli Stati Uniti dal 30 giugno 1946 al 29 settembre 1952 sulla rete televisiva NBC.

## Episodi
| Stagione         | Episodi | Prima TV USA |
| ---------------- | ------- | ------------ |
| Prima stagione   | 4       | 1946         |
| Seconda stagione | 48      | 1949-1950    |
| Terza stagione   | 52      | 1950-1951    |
| Quarta stagione  | 56      | 1951-1952    |